# Castillo Cawdor
El castillo de Cawdor es un castillo situado en la parroquia de Cawdor, en Nairnshire (Escocia). Está construido en torno a una casa-torre del siglo XV, con importantes añadidos en siglos posteriores. Originalmente era propiedad de la familia Calder, pero pasó a manos de los Campbell en el siglo XVI. Sigue siendo propiedad de los Campbell, más tarde pasó a ser hogar de la Condesa Viuda Cawdor, madrastra de Colin Campbell, séptimo conde Cawdor.
El castillo es quizás más conocido por su conexión literaria con la tragedia de William Shakespeare Macbeth, en la que el personaje del título es nombrado "Thane de Cawdor". Sin embargo, la historia es muy ficticia, y el propio castillo, al que nunca se hace referencia directa en Macbeth, fue construido muchos años después de la vida de Macbeth de Escocia, del siglo XI.
El castillo es un edificio catalogado de categoría A, y sus terrenos están incluidos en el Inventario de Jardines y Paisajes Diseñados de Escocia, el listado nacional de jardines significativos.

## Historia
La fecha más antigua documentada para el castillo es 1454, fecha en la que se concedió una licencia de fortificación a Guillermo Calder, sextp thane de Cawdor (o Calder, como se deletreaba el nombre originalmente). Sin embargo, algunas partes de la torre o torre del homenaje del siglo XV pueden ser anteriores a esa fecha. Los historiadores de la arquitectura han fechado el estilo de la mampostería de la parte más antigua del castillo aproximadamente a finales del siglo XIV. Una característica curiosa del castillo es que se construyó alrededor de un pequeño acebo vivo. Según la tradición, un burro cargado de oro se acostó bajo este árbol, que fue elegido como emplazamiento del castillo. 

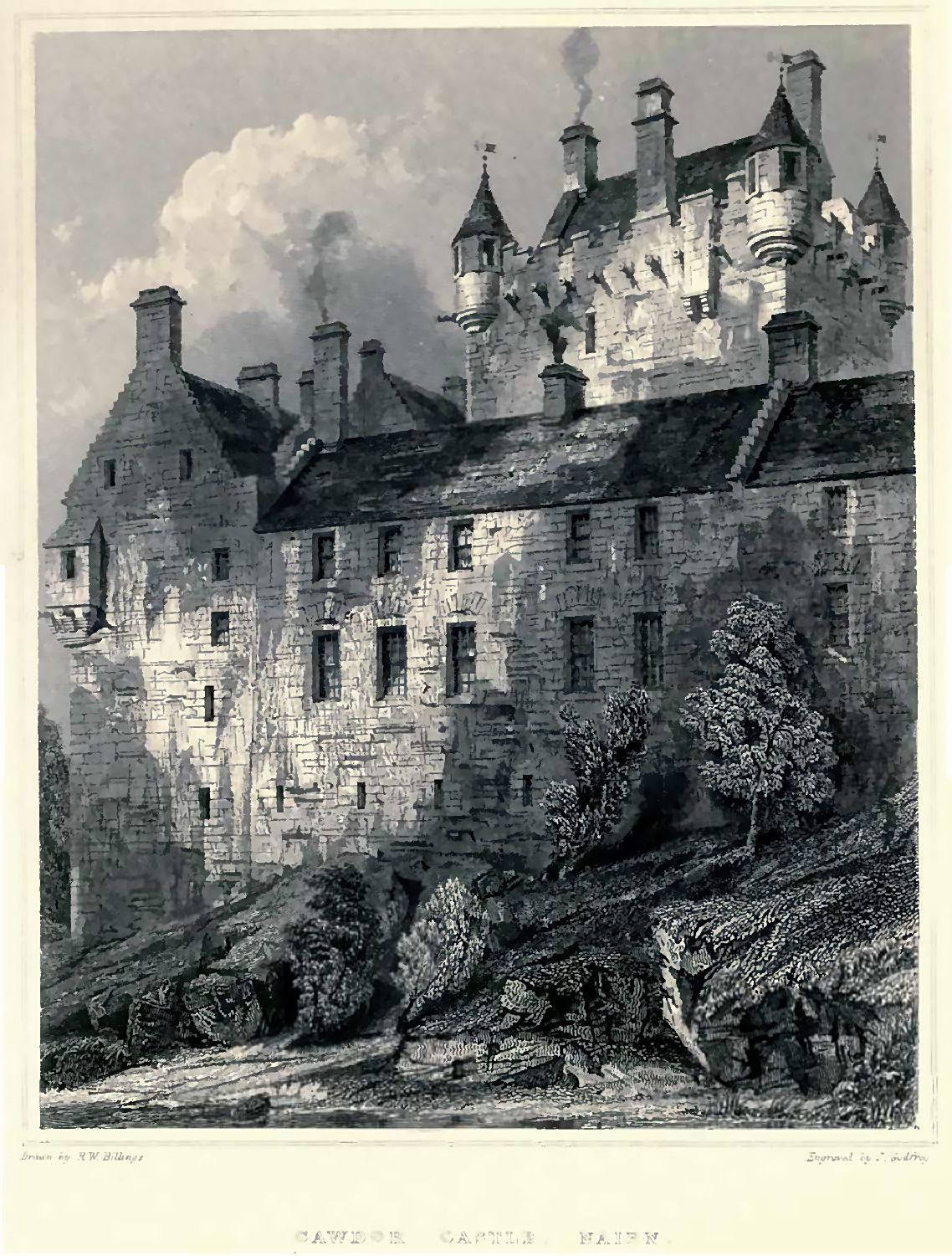
Grabado del castillo de comienzos del.

Los restos del árbol aún pueden verse en el nivel más bajo de la torre. Las pruebas científicas modernas han demostrado que el árbol murió aproximadamente en 1372, lo que da crédito a la fecha anterior de la primera construcción del castillo. El yett (puerta) de hierro que se encuentra aquí fue traído del cercano castillo de Lochindorb, que fue desmantelado por Guillermo alrededor de 1455, por orden del rey Jacobo II de Escocia, después de que el conde de Moray lo hubiera confiscado.
Armas Sir Hugh Campbell y su esposa Lady Henrietta Stewart, en un panel fechado en 1672
El castillo fue ampliado en numerosas ocasiones en los siglos siguientes. En 1510, la heredera de los Calders, Muriel, se casó con Sir John Campbell de Muckairn, quien se dedicó a ampliar el castillo. Entre sus hijos se encontraba Katherine Campbell, condesa de Crawford. Otras mejoras fueron realizadas por John Campbell (c. 1576 - c.1642), que compró ricas tierras en Islay. En 1635 se añadió un jardín, y tras la restauración escocesa, Sir Hugh Campbell de Cawdor añadió o mejoró las zonas norte y oeste, empleando a los albañiles James y Robert Nicolson de Nairn.
La esquina noroeste del castillo, extraída de Billings' Baronial and Ecclesiastical Antiquities of Scotland (1901)
En la década de 1680, Sir Alexander Campbell, hijo de Sir Hugh, quedó varado en Milford Haven durante una tormenta, donde conoció a una heredera local, Elizabeth Lort de Stackpole Court. Los dos se casaron y después los Campbell de Cawdor vivieron principalmente en sus propiedades de Pembrokeshire. En Cawdor vivían los hermanos más jóvenes de la familia, que continuaron gestionando las fincas, construyendo un jardín de flores amurallado en 1720 y estableciendo extensos bosques a finales del siglo XVIII.
John Campbell de Cawdor, miembro del Parlamento, se casó con una hija del Conde de Carlisle en 1789, y fue ennoblecido como Lord Cawdor en 1796. En 1827, su hijo fue creado conde Cawdor. Durante el siglo XIX, Cawdor fue utilizada como residencia de verano por los condes. Los arquitectos Thomas Mackenzie y Alexander Ross recibieron el encargo de añadir los rangos sur y este para encerrar un patio, al que se accedía por un puente levadizo. En el siglo XX, John Campbell, quinto conde de Cawdor, se trasladó permanentemente a Cawdor. Su segundo hijo, James Campbell (alfarero) (1942-2019), nació aquí. A John le sucedió el sexto conde, cuya segunda esposa, la condesa viuda Angelika, nacida condesa Lažanský de Bohemia, residió en las instalaciones. En 2001 se informó de que la condesa había impedido que su hijastro sembrara colza modificada genéticamente en la finca de Cawdor, y en 2002 la condesa llevó al conde a los tribunales después de que éste se instalara en el castillo mientras ella estaba fuera.

## Jardines

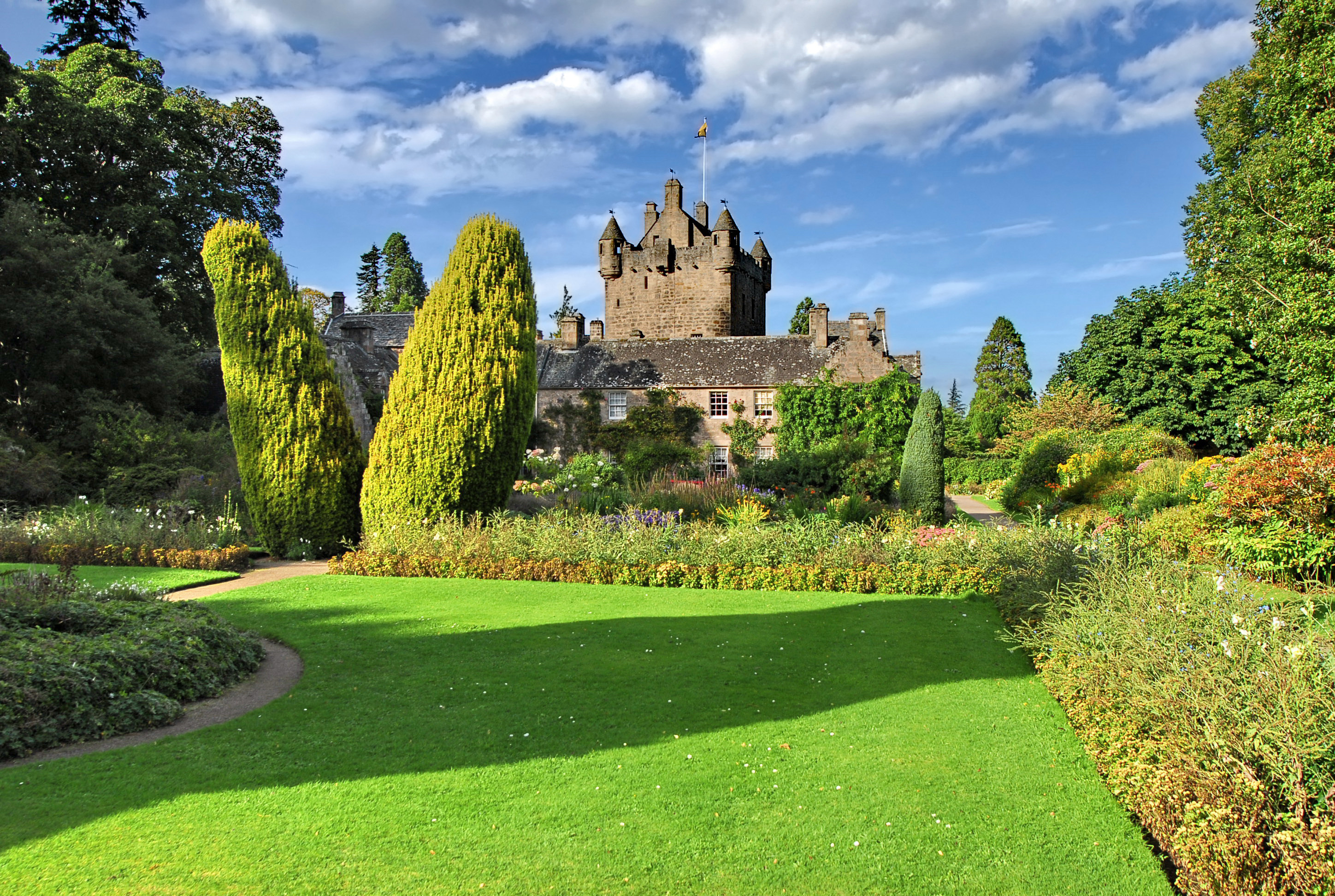
Jardines del castillo de Cawdor.

El castillo es conocido por sus jardines, que incluyen el Jardín Amurallado (originalmente plantado en el siglo XVII), el Jardín de Flores (siglo XVIII), y el Jardín Salvaje (añadido en la década de 1960). Además, los terrenos del castillo incluyen un bosque con numerosas especies de árboles.

## Conexión shakesperiana
El nombre de Cawdor sigue relacionando el castillo con la obra de William Shakespeare Macbeth. Sin embargo, la historia representada por Shakespeare se toma muchas libertades con la historia. El rey histórico Macbeth de Escocia gobernó Escocia de 1040 a 1057, después de que sus fuerzas mataran al rey Duncan I en una batalla cerca de Elgin. Macbeth nunca fue decano de Cawdor, ya que se trata de una invención del escritor del siglo XV Hector Boece. Además, el castillo de Cawdor no existía en vida de Macbeth ni de Duncan, y nunca se menciona explícitamente en la obra. Se cita al quinto conde Cawdor diciendo: "¡Ojalá el Bardo nunca hubiera escrito su maldita obra!".